# Бралоштіца (комуна)
Бралоштіца (рум. Braloștița) — комуна у повіті Долж в Румунії. До складу комуни входять такі села (дані про населення за 2002 рік):
- Бралоштіца (836 осіб)
- Валя-Финтинілор (678 осіб)
- Раковіца (450 осіб)
- Скіту (482 особи)
- Сфірча (1112 осіб)
- Чоканеле (332 особи)

Комуна розташована на відстані 204 км на захід від Бухареста, 29 км на північний захід від Крайови.

## Населення
За даними перепису населення 2002 року у комуні проживали 3890 осіб, усі — румуни. Усі жителі комуни рідною мовою назвали румунську.
Склад населення комуни за віросповіданням:
| Релігія       | Кількість осіб | Відсоток |
| ------------- | -------------- | -------- |
| православні   | 3825           | 98,3%    |
| бретрени      | 39             | 1,0%     |
| п'ятдесятники | 25             | 0,6%     |
| лютерани      | 1              | < 0,1%   |